# 赤祖父石灰華生成地
赤祖父石灰華生成地 (あかそふせっかいかせいせいち)とは、富山県南砺市東西原にある石灰華生成地。昭和40年1月1日より県指定天然記念物に指定されている 。赤祖父川の赤祖父池より約1km上流側の川両岸に鍾乳洞のような石灰華が形成されており景勝地となっている。

## 特徴
地中から炭酸カルシウムを含んだ水が地表に噴出した時に、溶液の圧力が低くなるのとで溶けていた二酸化炭素が気体となって出て行く他に、炭酸カルシウムの溶解度が下がり飽和する。そこで炭酸カルシウムの沈殿が起こり石灰華が形成される。
石灰華は鍾乳洞と似た外観をしているが、鍾乳石とは違って内部は必ずしも石灰華ではなく、木の根や枝、苔などが内部にあったりする。特に木の葉が石灰華に包まれたものは「木の葉石」と呼ばれる。

## 周辺の地質
石灰華は赤祖父川谷筋の地下水によって形成されるが、普通の地下水では地表での炭酸カルシウムの飽和が起こるほどの炭酸カルシウムの溶解が起こらない。このことから赤祖父山の地下に石灰岩を含む地層があり、炭酸カルシウムを多く含む地下水を形成する原因になっていると推測されている。　　

## 赤祖父及び林道の炭酸泉
東西原地区で発見された赤祖父温泉は、平成3年の調査で含二酸化炭素-カルシウム・マグネシウム-炭酸水素塩泉と、二酸化炭素と重金属を含む鉱泉である。一方で赤祖父より南にある林道地区では、単純二酸化炭素泉の林道温泉の炭酸孔があり、こちらの源泉は赤祖父温泉と違って重金属を含まない。これら二つの温泉は赤祖父石灰華生成と関連しているとも考えられる。

## 交通
JR城端線の城端駅から6kmの位置にある。